# Valdefresno (kommunhuvudort)
Valdefresno är en kommunhuvudort i Spanien.   Den ligger i provinsen Provincia de León och regionen Kastilien och Leon, i den norra delen av landet, 280 km nordväst om huvudstaden Madrid. Valdefresno ligger 872 meter över havet och antalet invånare är 1 911.
Terrängen runt Valdefresno är platt, och sluttar söderut. Runt Valdefresno är det glesbefolkat, med 18 invånare per kvadratkilometer. Närmaste större samhälle är León, 6,3 km väster om Valdefresno. Trakten runt Valdefresno består till största delen av jordbruksmark.